# Soneto 30
| «» Soneto 30 |
| --- |
| When to the sessions of sweet silent thought I summon up remembrance of things past, I sigh the lack of many a thing I sought, And with old woes new wail my dear time's waste: Then can I drown an eye, unused to flow, For precious friends hid in death's dateless night, And weep afresh love's long since cancell'd woe, And moan the expense of many a vanish'd sight: Then can I grieve at grievances foregone, And heavily from woe to woe tell o'er The sad account of fore-bemoanèd moan, Which I new pay as if not paid before. But if the while I think on thee, dear friend, All losses are restored and sorrows end. |
| –William Shakespeare |

Soneto 30 foi escrito por William Shakespeare e faz parte dos seus 154 sonetos. Foi escrito em homenagem a Henry Wriothesley, amigo de Shakespeare, e possivelmente seu amante.

## Traduções
Na tradução de Arnaldo Poesia,
Quando à corte silente do pensar
Eu convoco as lembranças do passado,
Suspiro pelo que ontem fui buscar,
Chorando o tempo já desperdiçado,
Afogo olhar em lágrima, tão rara,
Por amigos que a morte anoiteceu;
Pranteio dor que o amor já superara,
Deplorando o que desapareceu.
Posso então lastimar o erro esquecido,
E de tais penas recontar as sagas,
Chorando o já chorado e já sofrido,
Tornando a pagar contas todas pagas.
Mas, amigo, se em ti penso um momento,
Vão-se as perdas e acaba o sofrimento.
Na tradução de Thereza Christina Rocque da Motta, usa-se adjetivos no feminino,
Quando, em silêncio, penso, docemente,
Sobre fatos idos e vividos,
Sinto falta do muito que busquei,
E desperdiço um tempo precioso com antigos lamentos:
Então meus olhos naufragam sem mais saber chorar,
Por queridos amigos envoltos pela noite do esquecimento,
E novamente choro o amor há tanto abandonado,
Gemendo por algo que não mais vejo:
Assim, posso sofrer as velhas dores,
E lamentar, de pesar em pesar,
Uma triste história de antigas mágoas,
Que pranteio como se não as tivesse pranteado antes.
Mas quando penso em ti, querida amiga,
Todas as perdas cessam, e a tristeza finda.